# سيمغي سبنيم أكوز
سيمغي سبنيم أكوز (مواليد 23 أبريل 1991) هي لاعبة كرة طائرة تركية تلعب في نادي اكزاسيباسي فيترا ومنتخب تركيا.